# 보든 말든 가든 말든 잊든 말든
"보든 말든 가든 말든 잊든 말든"(See Or Not, Go Or Not, Forget It Or Not)은 한국에서 제작된 박철진 감독의 2007년 영화이다. 양진혁 등이 주연으로 출연하였고 김일영 등이 제작에 참여하였다.

## 출연

### 주연
- 양진혁
- 임윤주
- 권일
- 유예리
- 이시검